# Пахара
Пахара (ісп. Pájara) — муніципалітет в Іспанії, у складі автономної спільноти Канарські острови, у провінції Лас-Пальмас, на острові Фуертевентура. Населення — 20 622 особи (2010).

## Географія
Муніципалітет розташований на відстані близько 1640 км на південний захід від Мадрида, 130 км на схід від міста Лас-Пальмас-де-Гран-Канарія.
На території муніципалітету розташовані такі населені пункти: (дані про населення за 2010 рік)
- Кардон: 135 осіб
- Чилегуа: 0 осіб
- Ла-Лахіта: 1750 осіб
- Морро-Джейбл: 7794 особи
- Пахара: 1088 осіб
- Тото: 281 особа
- Ахуй: 95 осіб
- Коста-Кальма: 5479 осіб
- Ескінсо: 838 осіб
- Маль-Номбре: 92 особи
- Ла-Паред: 604 особи
- П'єдрас-Каїдас: 334 особи
- Солана-Маторраль: 2103 особи
- Пунта-Хандія: 29 осіб

## Демографія
Динаміка населення (INE ):

## Галерея зображень
- Розташування муніципалітету на острові Фуертевентура